# Exoneura florentiae
Exoneura florentiae là một loài Hymenoptera trong họ Apidae. Loài này được Rayment mô tả khoa học năm 1939.